# Stevia pereyrae
Stevia pereyrae là một loài thực vật có hoa trong họ Cúc. Loài này được (B.L.Rob.) Cabrera miêu tả khoa học đầu tiên năm 1978.